# Марковников, Владимир Васильевич
Влади́мир Васи́льевич Марко́вников (10 (22) декабря 1838, Нижегородская губерния — 29 января [11 февраля] 1904, Москва) — русский химик, заслуженный профессор Московского университета.  Представитель Казанской химической школы, основатель собственной научной школы в Московском университете. Отец архитектора Н. В. Марковникова.
Развивая теорию химического строения А. М. Бутлерова, исследовал (1869) взаимное влияние атомов в органических соединениях и установил ряд закономерностей (в том числе правило присоединения галогеноводородов к непредельным углеводородам с двойной и тройной связью, впоследствии названное его именем). Открыл изомерию жирных кислот (1865). С начала 1880-х гг. исследовал кавказские нефти, открыл нафтены. Содействовал развитию отечественной химической промышленности. Один из организаторов Русского химического общества (1868). 

## Биография
Имел дворянское происхождение. Родился 10 (22) декабря 1838 года в семье поручика Белёвского егерского полка Василия Васильевича Марковникова, в деревне Черноречье Балахнинского уезда Нижегородской губернии, где в то время квартировал батальон егерского полка.
Вскоре после рождения сына отец вышел в отставку и поселился в родовом имении, полученном в приданое за женой, Любовью Николаевной, — селе Ивановское Княгининского уезда Нижегородской губернии, где и провёл свои ранние детские годы будущий учёный.
В десятилетнем возрасте был отдан в Нижегородский дворянский институт. Окончив в 1856 году гимназические классы дворянского института, он поступил на камеральное отделение юридического факультета Казанского университета; в процессе учёбы перешёл на естественное отделение физико-математического факультета университета, где слушал лекции А. М. Бутлерова, по представлению которого в 1860 году, после окончания кандидатом университетского курса, был оставлен для приготовления к профессорскому званию и назначен лаборантом химической лаборатории.
В 1864 году защитил магистерскую диссертацию «Об изомерии органических соединений». Её тема была связана с проблемой существования изомерии среди жирных (насыщенных) кислот; Марковников доказал, что такая изомерия существует. После защиты, в 1865 году он был на два года отправлен за границу: работал в Берлине, Мюнхене и Лейпциге, — в лабораториях А. Байера, Э. Эрленмейера и А. В. Г. Кольбе.
В феврале 1867 году он был избран в число приват-доцентов по кафедре химии и, после возвращения в Россию, в сентябре того же года начал преподавательскую деятельность. Весной 1869 года он защитил докторскую диссертацию по теме «Материалы по вопросу о взаимном влиянии атомов в химических соединениях» и стал экстраординарным профессором кафедры химии; с 1870 года — ординарный профессор Казанского университета.
В 1871 году оставил университет вместе с группой учёных в знак протеста против увольнения профессора П. Ф. Лесгафта и был избран ординарным профессором Новороссийского университета в Одессе, где успел прочитать только один курс органической химии. В 1872 году он был избран профессором Московского университета и переехав в Москву, возглавил химическую лабораторию университета; в следующем году был утверждён в должности ординарного профессора.
В 1877 году был командирован в действующую армию и непосредственно руководил дезинфекционными работами в госпиталях; в 1878 году во время инспекционной поездки в Курский госпиталь, заразился и тяжело заболел тифом. В 1880-х годах исследовал соляные озёра в Астраханской губернии и на Кавказе, минеральные воды Нарзана. С 1880 года исследовал состав нефти.

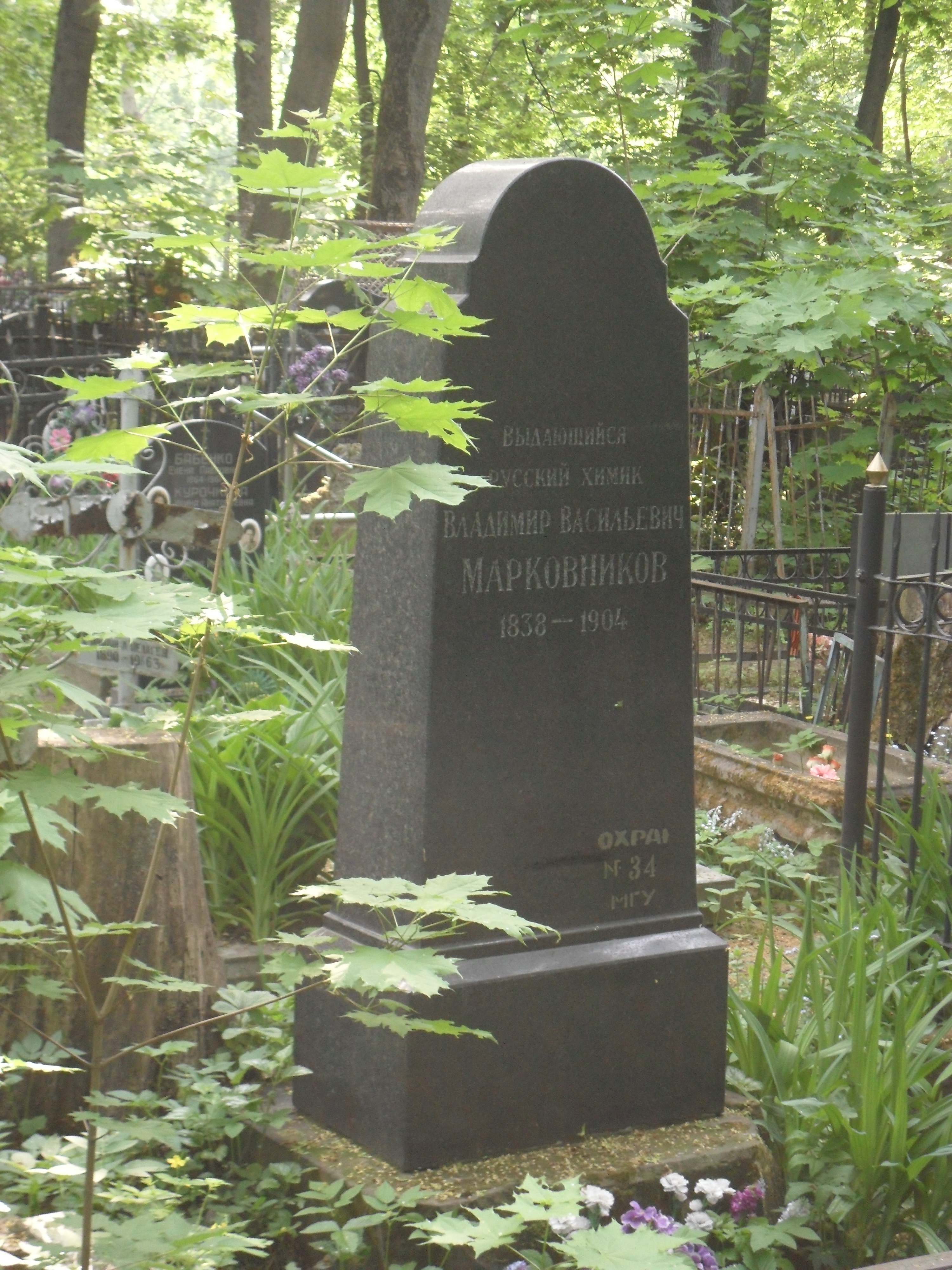
Могила Марковникова на Ваганьковском кладбище Москвы.

В 1892 году ему было присвоено звание заслуженного профессора Московского университета. Почётный член Московского университета (1901). Почётный член ОЛЕАЭ (1887). Несмотря на достижение 25-летней выслуги лет, его оставили на службе ещё на пять лет. В 1893 году он передал заведование лабораторией профессору Н. Д. Зелинскому, но продолжал читать лекции на физико-математическом факультете Московского университета.
В 1901 году по инициативе В. В. Марковникова был издан «Ломоносовский сборник», посвящённый истории химии в России.
Умер 29 января (11 февраля) 1904 года. Похоронен в Москве на Ваганьковском кладбище (27 участок).
В 1912 году при Московском университете был организован Химический музей, основой которого послужили материалы учёного, переданные в университет вдовой Владимира Васильевича Л. Д. Марковниковой.

## Открытия и достижения
- 1869 — Сформулировал правило о направлении течения реакций присоединения, отщепления и замещения по двойной связи, а также изомеризации в зависимости от химического строения вещества, которое сейчас известно как правило Марковникова.
- 1879 — Совместно с Г. А. Крестовниковым впервые осуществил синтез циклобутандикарбоновой кислоты.
- 1883 — Открыл новый класс органических соединений — нафтены.
- 1889 — Впервые получил суберон.
- 1892 — Открыл первую реакцию изомеризации циклических углеводородов с уменьшением цикла (циклогептана в метилциклогексан)